# Vägsjön, Värmland
Vägsjön är en sjö i Torsby kommun i Värmland som ingår i Ljusnans avrinningsområde och Göta älvs huvudavrinningsområde. Sjön är 13,2 meter djup, har en yta på 2,61 kvadratkilometer och befinner sig 171,2 meter över havet. Sjön avvattnas av vattendraget Vägån (Lembergsälven). Vid provfiske har bland annat abborre, gers, gädda och lake fångats i sjön.

## Delavrinningsområde
Vägsjön ingår i det delavrinningsområde (668797-134921) som SMHI kallar för Utloppet av Vägsjön. Medelhöjden är 225 meter över havet och ytan är 24,19 kvadratkilometer. Det finns ett avrinningsområde uppströms, och räknas det in blir den ackumulerade arean 83,09 kvadratkilometer. Vägån (Lembergsälven) som avvattnar avrinningsområdet har biflödesordning 3, vilket innebär att vattnet flödar genom totalt 3 vattendrag innan det når havet efter 377 kilometer. Avrinningsområdet består mestadels av skog (77 procent). Avrinningsområdet har 2,65 kvadratkilometer vattenytor vilket ger det en sjöprocent på 10,9 procent.

## Fisk
Vid provfiske har följande fisk fångats i sjön:
- Abborre
- Gärs
- Gädda
- Lake
- Löja
- Mört